# Уидби (остров)
Уидби (англ. Whidbey Island) — крупный остров в системе заливов Пьюджет-Саунд. В административном отношении относится к округу Айленд, штат Вашингтон, США.
Уидби — крупнейший остров в составе округа Айленд; здесь находится административный центр округа — город Купвилл. Расположен примерно в 48 км к северу от Сиэтла. Формирует северную границу заливов Пьюджет-Саунд. Составляет примерно 89 км в длину (с севера и юг) и от 2,4 до 19,3 км в ширину. Площадь Уидби — 436,9 км², что делает его 40-м крупнейшим островом США. К востоку от Уидби находится другой крупный остров — Камано, от которого он отделён проливом Саратога. К северу находится остров Фидалго, который отделён проливом Десепшн.
Население острова по данным переписи 2000 года составляет 58 211 человек.
Населённые пункты, расположенные на острове, включают: Ок-Харбор (19 795 человек), Купвилл (1723 человек), Лангли (959 человек), Фриленд (1313 человек), Клинтон (868 человек), Гринбанк и Бейвью. На острове расположена станция авиации ВМС США Уидби-Айленд.
Уидби соединён мостом с островом Фидалго, а тот, в свою очередь, соединён с материком.